# Izvoare (Sîngerei)
Izvoare è un comune della Moldavia situato nel distretto di Sîngerei di 975 abitanti al censimento del 2004

## Località
Il comune è formato dall'insieme delle seguenti località (popolazione 2004):
- Izvoare (482 abitanti)
- Valea Norocului (493 abitanti)